# 2b2t
2builders2tools ou 2b2t (prononcé « tou-bi-tou-ti ») est un serveur Minecraft multijoueur fondé en décembre 2010. 2b2t est l'un des plus anciens serveurs toujours actif ainsi que le plus ancien serveur anarchiste sur Minecraft. Le monde de 2b2t est également la carte de serveur non modifiée la plus ancienne du jeu qui n'a pas été réinitialisée depuis sa création. Le serveur étant anarchiste, il n'y a pratiquement aucune règle ni autorité, le grief et la triche y sont courants,.
Dans Analogies of Religious Violence in Minecraft, un article de Katherine Apostolacus, le serveur est décrit comme le « le plus agité et chaotique de tout Minecraft ».
À partir du 14 août 2023, le serveur Minecraft 2b2t a fait un bond en avant en passant à la version 1.19.4, marquant ainsi une évolution significative après près de six années de stabilité à la version 1.12.2 depuis 2017. Cette mise à jour marque une étape majeure dans l'histoire du serveur, apportant aux joueurs un accès aux fonctionnalités, aux biomes et aux améliorations de gameplay introduites dans les versions plus récentes du jeu.

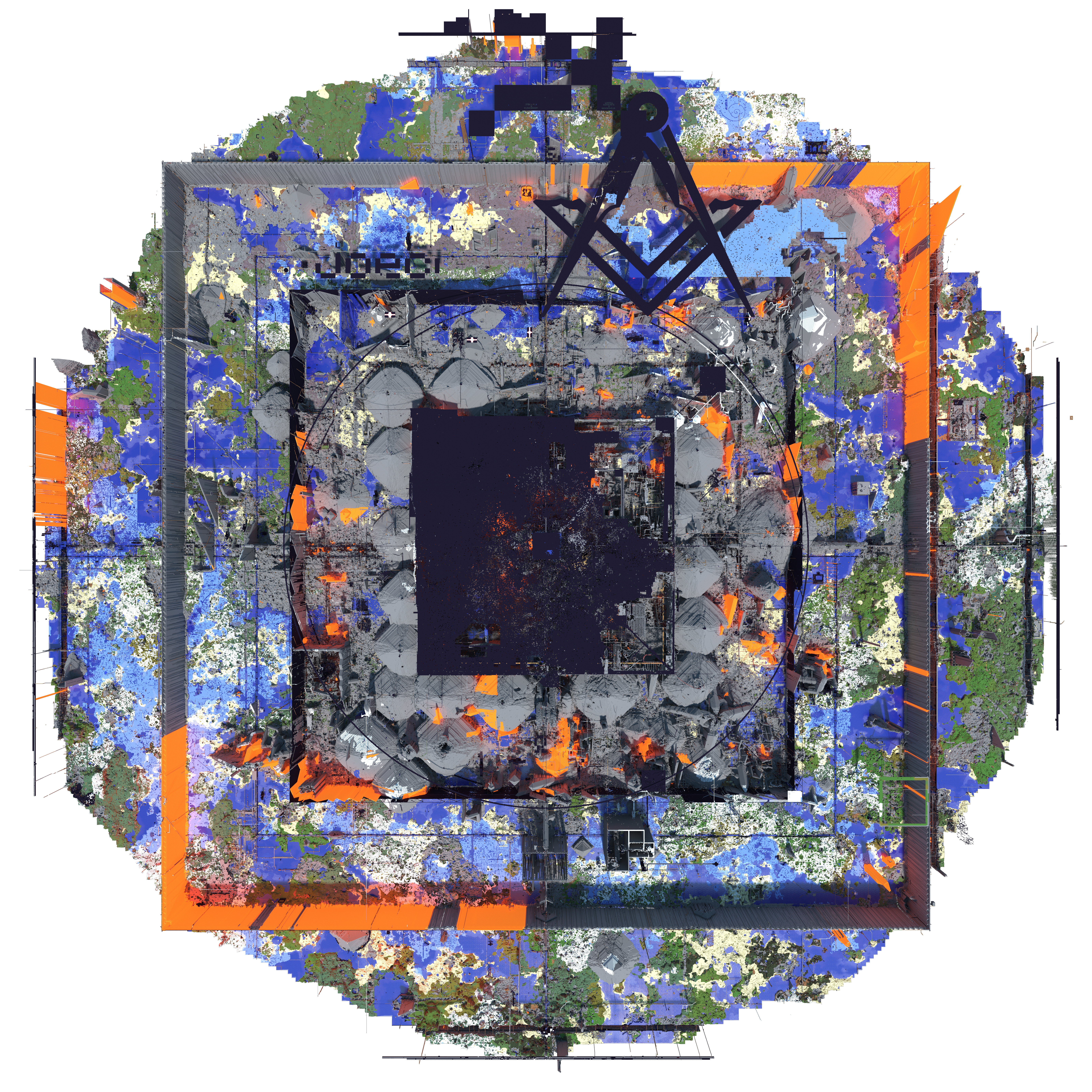
Zone d'apparition (spawn) de 2b2t en juillet 2019. Ce rendu, généré par IronException, un utilisateur de Reddit, montre les quantités importantes de destruction et de modification effectuées sur le terrain, y compris le retrait des ressources du sol et la construction de structures gigantesques en obsidienne.

## Histoire

### Création et débuts
Dans un article de Rock, Paper, Shotgun par Brendan Caldwell, James Rustles, un joueur et blogueur de 2b2t, il est raconté l'origine de 2b2t : 
« It used to be a Garry's Mod server, (...) The basic story is that this guy who ran the Garry’s Mod server started a Minecraft server with the same premise – that you can do anything you want – and this was then given to one of his friends, who we know as Hausemaster. »
En Français : 
« C'était au départ un serveur sur Garry's Mod, (...) L'histoire est que la personne qui entretenait ce serveur Garry’s Mod a ouvert un serveur Minecraft sur le même principe – que tu puisses faire tout ce que tu veux – et il fut ensuite donné à un de ses amis, qu'on connaît en tant que Hausemaster. »
Le serveur Minecraft 2b2t a été fondé fin décembre 2010[source secondaire souhaitée] ; le propriétaire est anonyme mais est communément appelé Hausemaster, Hausmaster ou Housemaster,,. Le serveur a été annoncé peu de temps après sa création sur des forums en ligne tels que Reddit et 4chan. Des membres du forum de Facepunch Studios ont rejoint le serveur et établi des bases après un message sur le forum en avril 2011. Les membres de différents forums ont lancé des raids les uns contre les autres et leurs constructions.
Un subreddit a été créé par un joueur le 25 mars 2012. Début 2013, la taille du fichier de la carte du monde de 2b2t, qui est générée de manière procédurale, était estimée à plus de 500 gigaoctets. Ce chiffre est passé à près d'un téraoctet à la fin de 2015[source secondaire souhaitée], coûtant 90 dollars par mois à entretenir.

### Afflux de joueurs
Le youtubeur anglophone TheCampingRusher publie une vidéo sur YouTube le 1er juin 2016, dans laquelle il joue sur 2b2t,,. Cela a provoqué un afflux massif de nouveaux joueurs du public de la chaîne, qui étaient d'abord principalement des touristes, car la vidéo a obtenu plus de deux millions de vues en moins de quatre mois après sa mise en ligne,. Cela a submergé le serveur mis à rude épreuve le matériel utilisé pour l'héberger et l'exécuter, réunissant un groupe d'ancien joueurs qui se sont regroupés contre ces nouveaux joueurs.
Bien que les nouveaux joueurs, qui étaient appelés "Rushers", étaient largement plus nombreux que les joueurs les plus anciens à l'époque, les anciens joueurs avaient des années d'expérience et de ressources. De nombreux anciens joueurs ont dissuadé les nouveaux joueurs en détruisant la zone d'apparition pour la rendre inhabitable et extrêmement difficile à s'en échapper, et en les tuant à plusieurs reprises dans le jeu,.
Certains joueurs ont construit des engins dans le jeu conçus uniquement pour surcharger le serveur, dans le but de rendre difficile pour TheCampingRusher et ses fans de jouer dessus. Certains joueurs ont placé du contenu obscène autour de la zone d'apparition et le long des routes construites par les joueurs afin de faire retirer les vidéos YouTube de TheCampingRusher en raison de violations des conditions d'utilisation de YouTube.
Alors que TheCampingRusher les a découragé de le faire, les nouveaux joueurs ont détruit des bases et des monuments sur le serveur qui existaient depuis des années, ce qui est en partie ce qui a provoqué une telle réponse de la part des anciens joueurs. Lorsque Kiberd de Newsweek a demandé à Hausemaster s'il désapprouvait l'afflux massif de nouveaux joueurs, il a répondu : "2b2t n'est définitivement ruiné - à mon avis, c'est comme ça que ça devrait être : absolument chaotique"[source secondaire souhaitée].
Une file d'attente pour entrer sur le serveur a été rapidement ajoutée en raison de l'afflux massif de nouveaux joueurs provoqué par la vidéo. La file d'attente donne aux anciens joueurs 2b2t une priorité sur les nouveaux joueurs. Les joueurs peuvent également payer 20 $ pour accéder à une file d'attente prioritaire séparée pour un mois.

### Bug «Nocom»
En 2018, un groupe de joueurs appelé Nerds Inc. (une parodie de Monsters, Inc.[réf. souhaitée]) a découvert un bug logiciel dans le serveur de 2b2t qui permettait aux joueurs d'acquérir une information dans un terrain éloigné, que les joueurs ne peuvent normalement pas voir. Le chargement de vastes zones de terrain impose une lourde charge de travail au serveur, que Nerds Inc. utilisait pour faire crash le serveur à plusieurs reprises. Cela a été fait avec l'intention d'inciter un correctif de bug vulnérable dans "PaperMC", un logiciel serveur modifié utilisé par 2b2t, qui ne répondait désormais à la demande d'information d'un terrain lointain que s'il était déjà chargé, c'est-à-dire à proximité d'un joueur. Les développeurs ont par inadvertance donné, à toute personne consciente de la vulnérabilité, la possibilité de tester si une zone précise du monde du jeu contenait un joueur, et d'acquérir l'information si c'est le cas. Nerds Inc. était désormais en mesure de localiser tous les joueurs en ligne et d'observer à distance le terrain autour des joueurs en temps réel, y compris le stockage précieux d'objets dans le jeu et de constructions réalisées par les joueurs,.
La corrélation entre le moment où coïncident les données de connexion et de déconnexion des joueurs et le chargement et déchargement des emplacements permet à Nerds Inc. de dire où se trouvaient des joueurs spécifiques, pas seulement qu'un joueur était là. Ce bug est devenu plus efficace avec un système de suivi adaptatif programmé par un membre de Nerds Inc., prédisant les chemins que les joueurs individuels emprunteraient en utilisant la localisation de Monte Carlo (en). Les données recueillies ont amassé environ 2 téraoctets au cours des 3 années de suivi de terrain, des chemins et des emplacements de base.
Un groupe qui partageait des membres avec Nerds Inc. a reçu les emplacements de nombreuses bases qu'ils ont attaquées, pillant 200 millions d'objets dans le jeu. Ils ont gardé le bug secret, créant de fausses histoires derrière la destruction de bases. Ils ont nommé l'exploit "Nocom", abréviation de "no comment". En 2021, un autre groupe appelé Infinity Incursion a créé indépendamment une version plus développée de l'exploit Nocom, et, avec leur utilisation moins dissimulée du bug qui comprenait la traque du YouTuber FitMC sur le serveur, d'autres groupes ont commencé à en apprendre davantage sur l'exploit en juin 2021. Le 15 juillet 2021, l'administrateur du serveur Hausemaster a implémenté des modifications à 2b2t qui ont corrigé l'exploit. L'exploit a entraîné le raid ou la destruction de nombreuses bases et dissimulations d'objets dans le serveur, avec un total de 15 000 bases découvertes par Nocom. Rich Stanton de PC Gamer a décrit Nocom comme l'un des événements les plus marquants de l'histoire du serveur.

## Atmosphère

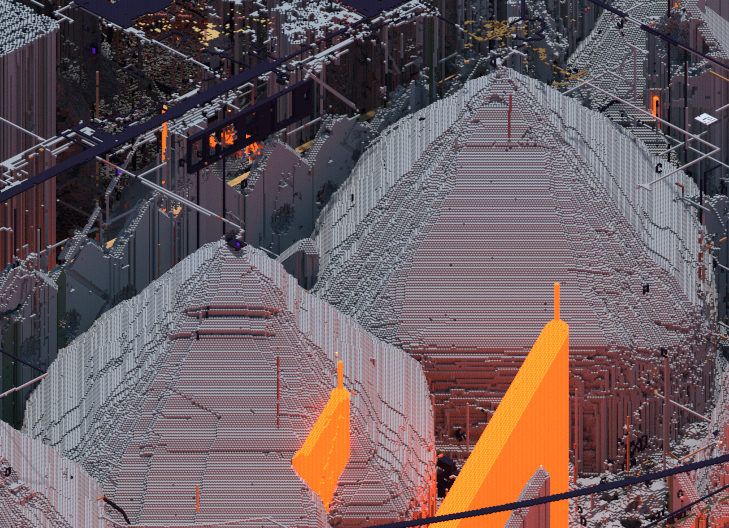
Les lavacasts, des gigantesques structures bâties dans le seul but d'endiguer la navigation des nouveaux joueurs.

Dans la tranche des serveurs anarchiques de Minecraft, l'atmosphère de 2b2t est malveillante et nihilistique. Les joueurs doivent bien cacher leurs biens et s'équiper pour survivre, et doivent s'attendre à se faire tuer des dizaines de fois, dû au fait que le serveur autorise le combat joueur contre joueur. Les vétérans du serveur sont globalement hostiles envers les néophytes qu'ils appellent « newfag ». Le tchat du serveur contient fréquemment du spam, des insultes, des menaces de mort, des insultes racistes et de la propagande nazie. Des joueurs tentent également de mentir à d'autres joueurs dans le but de les piéger. Il est généralement admis de ne pas faire confiance aux autres joueurs.
Certains pièges sont délibérément placés aux alentours de là où les joueurs apparaissent à leurs arrivées, notamment avec des lacs de lave, des zones jonchées de flamme, des portails amenant directement à des lacs de lave ou à des salles hermétiquement fermées par de l'obsidienne, ce qui force les joueurs à se déconnecter puis se reconnecter, refaisant toute la queue d'attente.
Les joueurs utilisent fréquemment des modes de triche via des versions modifiées de Minecraft, notamment pour débloquer la vision à rayon X, une meilleure précision lors des combats, des radars, etc. Ces modes de triche sont tolérés par l'absence de règle du serveur. Il est fortement conseillé de se doter soi-même de ces modes de triche afin de naviguer et de survivre convenablement sur le serveur.

## Accueil

### Médias
Robert Guthrie de Kotaku et Andrew Paul de Vice, ont décrit le serveur comme  « un monde fantastique de possibilités et d'horreur ».
Brendan Caldwell de Rock, Paper, Shotgun a décrit 2b2t comme « le serveur le plus obscène du jeu ».
Craig Pearson de PCGamesN a appelé le serveur « le plus offensif de Minecraft », en rappelant la cruauté et l'obscénité de 2b2t sous la forme de langage, de croix gammées et de ses joueurs hostiles. Publiée le 3 juin 2012, c'est la première mention du 2b2t dans les médias. Un autre article PCGamesN de Jeremy Peel à l'annonce de la création de Minecraft Realms en 2013, déclare qu'il serait simple et sûr, en gardant les enfants loin du serveur 2b2t, une implication de la nature complexe et dangereuse du serveur.
Roisin Kiberd sur The Independent et Newsweek décrit le serveur « comme une forme malveillante de Minecraft, un lieu de beauté et de terreur ». Kiberd le décrit comme « l'enfer des serveurs », déclarant « qu'il n'est pas sûr pour la vie », car le serveur « donne libre cours à vos pulsions les plus sombres ». Kiberd a conclu que l'attrait de jouer sur le serveur venait d'avoir réussi à endurer son environnement hostile,.
Un article et une vidéo IGN de 2013 ont répertorié l'apparition de 2b2t comme l'une des six meilleures choses dans Minecraft, décrivant le serveur comme « le boss final des serveurs Minecraft », une célébration de la destruction et de l'indifférence. L'article note cependant que le serveur incite au grief, à la tricherie et aux obscénités créées par les joueurs, et déclare que les joueurs à la « peau dure devraient visiter 2b2t au moins une fois »,.
Dans Analogies of Religious Violence in Minecraft, Katherine Apostolacus décrit la nature anarchique de 2b2t comme la manière dont Minecraft devait être joué originellement. Aussi, elle décrit comment une histoire riche s'est développée au sein du serveur depuis sa création.

### Livres
2b2t a également fait l'objet de plusieurs mentions dans des livres. Dans Introduction to Game Design, Prototyping, and Development, publié par Pearson Education en juin 2014, 2b2t est décrit comme étant un « paysage infernal aride ». La nature du serveur est décrite comme étant « l'expression ultime de la mécanique de base du jeu ». Il s'agit de la première mention de 2b2t dans un livre.
Dans The Ultimate Minecraft Creator, publié en juillet 2014, 2b2t est décrit « comme n'étant pas pour les faibles de cœur ou les sensibles ».
Dans Master Builder 3.0 Advanced, publié en avril 2015, 2b2t est décrit comme « fou », déclarant que le serveur peut devenir « complètement sauvage » et que c'est un « terrain vague de cauchemar ». Le livre déclare également que le serveur est connu en tant que « crème des serveurs en ligne » parmi les serveurs Minecraft.

Le Ultimate Guide to Mastering Minigames and Servers, publié en avril 2016, mentionne également 2b2t, bien que le livre contienne des informations copiées du Master Builder 3.0 Advanced mentionné précédemment.

## Voir également